# Trans Canada Highway
Trans Canada Highway – EP-ka szkockiego duetu elektronicznego Boards of Canada, wydana w 2006 roku.

## Minialbum

### Historia i wydania
Pierwotnie miał to być singiel z utworem „Dayvan Cowboy”, ale Boards of Canada skorzystał z okazji, by stworzyć kilka dodatkowych utworów i zaprosił przyjaciela i współpracownika Odd Nosdama do stworzenia kinowego remiksu singla, tym samym rozszerzając wydawnictwo do rozmiaru EP-ki. Została ona nagrana w studiu Hexagon Sun i wydany 29 maja 2006 roku jako: płyta winylowa CD oraz digital download. 

### Wideo
Do utworu „Dayvan Cowboy” został nakręcony teledysk, przedstawiający podniebnego skoczka spadającego z kosmosu do oceanu, a następnie surfującego w stronę zachodzącego słońca w kulminacyjnym punkcie piosenki. Był to pierwszy publicznie dostępny teledysk, który został wydany poza koncertami zespołu. Teledysk został sklasyfikowany na 39. miejscu w rankingu 50 teledysków XXI wieku.

### Cover
W 2011 roku Solange Knowles wydała własny cover utworu „Left Side Drive” publikując z tej okazji wpis na Twitterze: „To jest całkowicie nieoficjalne i zostało po prostu zainspirowane piosenką, do której przez lata miałam głęboki sentyment. Jestem ogromną fanką Boards of Canada, dostałam szansę, by pracować z nimi nad utworem 'This Bird'. Do dziś czuję się tym zaszczycona”; we wspomnianym utworze, zamieszczonym na albumie Sol-Angel and the Hadley St. Dreams artystka wykorzystała sample z utworu „Slow This Bird Down”).

### EP
Lista według Discogs:    
| 1. | Dayvan Cowboy              | 5:01  |
|    |                            |       |
| 2. | Left Side Drive            | 5:19  |
|    |                            |       |
| 3. | Heard From Telegraph Lines | 1:09  |
|    |                            |       |
|    |                            | 11:29 |
|    |                            |       |

| 1. | Skyliner                         | 5:41  |
|    |                                  |       |
| 2. | Under The Coke Sign              | 1:29  |
|    |                                  |       |
| 3. | Dayvan Cowboy (Odd Nosdam Remix) | 9:22  |
|    |                                  |       |
|    |                                  | 16:32 |
|    |                                  |       |

| 1. | Dayvan Cowboy                    | 5:01  |
|    |                                  |       |
| 2. | Left Side Drive                  | 5:20  |
|    |                                  |       |
| 3. | Heard From Telegraph Lines       | 1:09  |
|    |                                  |       |
| 4. | Skyliner                         | 5:40  |
|    |                                  |       |
| 5. | Under The Coke Sign              | 1:31  |
|    |                                  |       |
| 6. | Dayvan Cowboy (Odd Nosdam Remix) | 9:19  |
|    |                                  |       |
|    |                                  | 28:00 |
|    |                                  |       |

Wszystkie utwory napisali, zrealizowali i wyprodukowali (oprócz ostatniego): Marcus Eoin, Mike Sandison
Dayvan Cowboy (Odd Nosdam Remix):
- Producent – D. Philip Madson
- Remix – Odd Nosdam
- Smyczki – Dee Kesler
- Taśma – Antonio Diaz

## Odbiór

### Opinie krytyków
| Oceny łączne      | Oceny łączne |
| Publikacja        | Ocena        |
| ----------------- | ------------ |
| Album of the Year | 68/100       |
| Recenzje          |              |
| Publikacja        | Ocena        |
| AllMusic          | [ 2 ]        |
| Pitchfork         | 6.0/10       |
| RYM               | 3.53/5       |
| Sputnikmusic      | 3.6/5        |

„Trans Canada Highway to albumowy mini-koncept, na którym szkoccy bracia (którzy spędzili trochę czasu w Kanadzie) przemierzają trasę z St. John's w Nowej Fundlandii do Victorii w stanie British Columbia w czasie krótszym niż pół godziny. Zaczynając od jedynego starszego utworu, 'Dayvan Cowboy' (przebój z wydanego w 2005 roku The Campfire Headphase), Michael Sandison i Marcus Eoin brzmią w tym momencie nieco odświeżeni myśląc o wyprodukowaniu mało efektownej EP-ki zamiast niecierpliwie oczekiwanego albumu” – ocenia John Bush z AllMusic.
„Trans Canada Highway to nie tylko najmniejszy wysiłek Boards, ale również ich najbardziej chwiejny” – uważa Mark Pytlik z magazynu Pitchfork dodając: „Z 28 minut, pięć należy do przetworzonego utworu z albumu, Dayvan Cowboy, a kolejne dziewięć do wędrującego remiksu tego samego utworu [autorstwa] Odd Nosdama. Pozostaje 14 minut nowego materiału Boards rozłożonego na cztery utwory, z których dwa trwają po około półtorej minuty. Niezależnie od tego, jak się to obliczy (…), nie jest to w żaden sposób zgodne z bogactwem EP-ek Hi Scores czy Twoism, a już na pewno nie z In a Beautiful Place” dając wydawnictwu 7 punktów z 10.
Według recenzji magazynu Resident Advisor „na tej nowej EP-ce, Boards of Canada wydają się jednak sięgać po nowe, bardziej skupione brzmienie. Otwierający 'Davyan Cowboy', utwór z ostatniego albumu Boardsów The Campfire Headphase, pozbywa się eteryczności na rzecz eufonicznego gongu rozmytej i chóralnej gitary Americana. To raczej psych-rockowy utwór instrumentalny w tęczowych barwach, niż wysuszona, monochromatyczna atmosfera z dawnych lat, i można by powiedzieć, że jest chwytliwy. Jednakże, czy konwencjonalna chwytliwość jest tym, czego my fani Boards naprawdę chcemy? Pozostałe utwory na EPce są bardziej tradycyjnie boardowe w swoim podejściu, choć wszystkie odzwierciedlają amerykański temat kolekcji.

### Listy tygodniowe
| Kraj              | Lista                       | Pozycja |
| ----------------- | --------------------------- | ------- |
| Wielka Brytania   | UK Dance Albums             | 8       |
| Wielka Brytania   | UK Independent Albums       | 4       |
| Stany Zjednoczone | Top Dance/Electronic Albums | 12      |